# Argentolles
Argentolles és un municipi francès situat al departament de l'Alt Marne i a la regió del Gran Est. L'any 2007 tenia 662 habitants.

## Demografia

### Població
El 2007 la població de fet d'Argentolles era de 662 persones. Hi havia 262 famílies de les quals 62 eren unipersonals (23 homes vivint sols i 39 dones vivint soles), 78 parelles sense fills, 102 parelles amb fills i 20 famílies monoparentals amb fills.
La població ha evolucionat segons el següent gràfic:
Habitants censats

### Habitatges
El 2007 hi havia 339 habitatges, 263 eren l'habitatge principal de la família, 42 eren segones residències i 34 estaven desocupats. 310 eren cases i 26 eren apartaments. Dels 263 habitatges principals, 196 estaven ocupats pels seus propietaris, 48 estaven llogats i ocupats pels llogaters i 19 estaven cedits a títol gratuït; 5 tenien una cambra, 8 en tenien dues, 39 en tenien tres, 54 en tenien quatre i 157 en tenien cinc o més. 226 habitatges disposaven pel capbaix d'una plaça de pàrquing. A 122 habitatges hi havia un automòbil i a 114 n'hi havia dos o més.

### Piràmide de població
La piràmide de població per edats i sexe el 2009 era:
| Homes | Edats   | Dones |
| ----- | ------- | ----- |
| 0     | 95 o +  | 0     |
| 0     | 90 a 94 | 0     |
| 0     | 85 a 89 | 8     |
| 4     | 80 a 84 | 8     |
| 20    | 75 a 79 | 12    |
| 4     | 70 a 74 | 12    |
| 12    | 65 a 69 | 12    |
| 32    | 60 a 64 | 28    |
| 20    | 55 a 59 | 16    |
| 8     | 50 a 54 | 24    |
| 28    | 45 a 49 | 20    |
| 12    | 40 a 44 | 28    |
| 28    | 35 a 39 | 16    |
| 24    | 30 a 34 | 32    |
| 24    | 25 a 29 | 36    |
| 12    | 20 a 24 | 16    |
| 8     | 15 a 19 | 12    |
| 8     | 10 a 14 | 20    |
| 16    | 5 a 9   | 40    |
| 24    | 0 a 4   | 32    |

## Economia
El 2007 la població en edat de treballar era de 387 persones, 319 eren actives i 68 eren inactives. De les 319 persones actives 297 estaven ocupades (159 homes i 138 dones) i 23 estaven aturades (9 homes i 14 dones). De les 68 persones inactives 28 estaven jubilades, 19 estaven estudiant i 21 estaven classificades com a «altres inactius».

### Ingressos
El 2009 a Argentolles hi havia 266 unitats fiscals que integraven 685,5 persones, la mediana anual d'ingressos fiscals per persona era de 18.341 €.

### Activitats econòmiques
Dels 51 establiments que hi havia el 2007, 2 eren d'empreses extractives, 1 d'una empresa alimentària, 5 d'empreses de fabricació d'altres productes industrials, 3 d'empreses de construcció, 12 d'empreses de comerç i reparació d'automòbils, 3 d'empreses de transport, 5 d'empreses d'hostatgeria i restauració, 1 d'una empresa d'informació i comunicació, 5 d'empreses financeres, 4 d'empreses immobiliàries, 6 d'empreses de serveis, 2 d'entitats de l'administració pública i 2 d'empreses classificades com a «altres activitats de serveis».
Dels 9 establiments de servei als particulars que hi havia el 2009, 1 era una gendarmeria, 1 oficina de correu, 1 taller de reparació d'automòbils i de material agrícola, 2 guixaires pintors, 1 perruqueria, 2 restaurants i 1 agència immobiliària.
Dels 3 establiments comercials que hi havia el 2009, 1 era una botiga de menys de 120 m², 1 una peixateria i 1 una botiga d'electrodomèstics.
L'any 2000 a Argentolles hi havia 34 explotacions agrícoles que ocupaven un total de 4.309 hectàrees.

## Equipaments sanitaris i escolars
L'únic equipament sanitari que hi havia el 2009 era una farmàcia.
El 2009 hi havia una escola elemental. Argentolles disposava d'un col·legi d'educació secundària amb 144 alumnes.

## Poblacions més properes
El següent diagrama mostra les poblacions més properes.